# The Sound of The Smiths
| Recensione    | Giudizio |
| ------------- | -------- |
| AllMusic      | [ 3 ]    |
| Blender       | [ 4 ]    |
| The Guardian  | [ 5 ]    |
| Hot Press     | [ 6 ]    |
| Pitchfork     | (7.5/10) |
| Rolling Stone | [ 8 ]    |

The Sound of The Smiths è un album raccolta della band inglese The Smiths.
Pubblicato il 10 novembre del 2008 dalla Warner/Rhino Records, il disco raggiunse la posizione numero 21 nella classifica degli album nel Regno Unito e la numero 178 in quella degli Stati Uniti.

## Realizzazione
Morrissey e Marr si ritrovarono ancora una volta insieme, dopo anni dalla separazione della band, appositamente per mettere insieme le tracce di questa raccolta il cui titolo, originariamente, doveva essere Hang The DJ: The Very Best Of The Smiths, poi cambiato per la versione finale su espressa scelta del cantante. Johnny Marr, inoltre, si è anche occupato della fase di ri-masterizzazione del materiale.
L'album comprende un primo disco con 23 canzoni uscite come singoli o, comunque,  scelte dalla band come singoli e poi non utilizzate come tali. Il secondo è invece composto da rarità, pezzi dal vivo e da due strumentali, già peraltro contenuti nella precedente raccolta The World Won't Listen: Oscillate Wildly, scritto da Marr e per il quale Morrissey decise il titolo (un gioco di parole sul suo eroe Oscar Wilde) e Money Changes Everything, in seguito utilizzato dallo stesso Marr come base musicale per il brano The Right Stuff, di Bryan Ferry.
La foto della band utilizzata per la copertina venne realizzata da Tom Sheehan. Tutto il lavoro dell'artwork venne supervisionato dallo stesso Morrissey.

## Tracce

### CD 1
1. Hand in Glove (single version) – 3:17
2. This Charming Man – 2:43
3. What Difference Does It Make? (Peel Session) – 3:13
4. Still Ill – 3:22
5. Heaven Knows I'm Miserable Now – 3:35
6. William, It Was Really Nothing – 2:12
7. How Soon Is Now? (full-length version) – 6:47
8. Nowhere Fast – 2:38
9. Shakespeare's Sister – 2:09
10. Barbarism Begins at Home (single edit) – 3:51
11. That Joke Isn't Funny Anymore (single edit) – 3:52
12. The Headmaster Ritual – 4:54
13. The Boy with the Thorn in His Side (album version) – 3:18
14. Bigmouth Strikes Again – 3:14
15. There Is a Light That Never Goes Out – 4:05
16. Panic – 2:20
17. Ask – 3:17
18. You Just Haven't Earned It Yet, Baby – 3:34
19. Shoplifters of the World Unite – 2:58
20. Sheila Take a Bow – 2:42
21. Girlfriend in a Coma – 2:03
22. I Started Something I Couldn't Finish – 3:48
23. Last Night I Dreamt That Somebody Loved Me (single edit) – 3:11

### CD 2 Deluxe Edition
1. Jeane (b-side di This Charming Man) – 3:03
2. Handsome Devil (live at The Haçienda, 4 febbraio 1983)  (b-side di Hand in Glove) – 2:55
3. This Charming Man (New York vocal mix)  (b-side di This Charming Man) – 5:35
4. Wonderful Woman (b-side di This Charming Man) – 3:08
5. Back to the Old House (b-side di What Difference Does It Make?) – 3:04
6. These Things Take Time (b-side di What Difference Does It Make?) – 2:22
7. Girl Afraid (b-side di Heaven Knows I'm Miserable Now) – 2:45
8. Please, Please, Please Let Me Get What I Want (b-side di William, It Was Really Nothing) – 1:50
9. Stretch Out and Wait (alternate vocal version) (b-side di Shakespeare's Sister) – 2:44
10. Oscillate Wildly (b-side di How Soon Is Now?) – 3:26
11. Meat Is Murder (live at Oxford 13 marzo 1985) (b-side di That Joke Isn't Funny Anymore) – 5:37
12. Asleep (b-side di The Boy with the Thorn in His Side) – 4:10
13. Money Changes Everything (b-side di Bigmouth Strikes Again) – 4:39
14. The Queen Is Dead (da The Queen Is Dead) – 6:23
15. Vicar In a Tutu (da The Queen Is Dead e b-side di Panic) – 2:22
16. Cemetry Gates (da The Queen Is Dead e b-side di Ask) – 2:38
17. Half a Person (b-side di Shoplifters of the World Unite) – 3:34
18. Sweet and Tender Hooligan (Peel Session, 17 dicembre 1986) (b-side di Sheila Take a Bow) – 3:34
19. Pretty Girls Make Graves (Troy Tate demo) (b-side di I Started Something I Couldn't Finish) – 3:32
20. Stop Me If You Think You've Heard This One Before (da Strangeways, Here We Come) – 3:31
21. What's the World? (live at Glasgow 25 settembre 1985) (b-side di I Started Something I Couldn't Finish) – 2:05
22. London (Live at Kilburn, 23 ottobre 1986) (da Rank) – 2:36

Tutte le tracce sono scritte da Morrissey/Marr, tranne What's the World? scritta dai James.

## Formazione
- Morrissey - voce
- Johnny Marr - chitarra
- Andy Rourke - basso
- Mike Joyce - batteria